# Speocyclops lussianus
Speocyclops lussianus – gatunek widłonoga z rodziny Cyclopidae. Nazwa naukowa tego gatunku skorupiaków została opublikowana w 1950 roku przez radzieckiego zoologa Jewgienija Władimirowicza Boruckiego.